# Vire-sur-Lot
 Vire-sur-Lot  es una población y comuna francesa, situada en la región de Mediodía-Pirineos, departamento de Lot, en el distrito de Cahors y cantón de Puy-l'Évêque.

## Demografía
| 383 | 368 | 354 | 351 | 354 | 322 |
| Para los censos de 1962 a 1999 la población legal corresponde a la población sin duplicidades (Fuente: INSEE [Consultar]) |     |     |     |     |     |